# UOAEI
UOAEI è il primo album in studio di Ivan Cattaneo, pubblicato nel 1975.

## Titolo
Il titolo dell'album è l'unione delle cinque vocali dell'alfabeto e l'artista presenta la sua voce in modo sperimentale, come una sorta di strumento, vocalizzando un linguaggio inventato.

## Storia
Sebbene l'album non sia stato un grande successo commerciale, rimane uno dei lavori più particolari e unici nel suo genere, tanto che resta molto difficile dare una definizione di genere a questo lavoro.
L'album in sé, è un viaggio alla ricerca di un nuovo linguaggio, attraverso le nuove forme di rock, che stavano nascendo il quel periodo.

## Tracce
1. Vergini & serpenti – 5:07
2. Frammenti – 0:55
3. Darling – 3:40
4. Spezzi & spazi – 1:30
5. Oltre la fiaba – 2:45
6. Big Bang – 6:02
7. Sulla strada di gomma – 2:37
8. Grappoli di cocco o urla di farfalla – 5:05
9. Darling 2 – 0:51
10. Pomodori da Marte – 3:39
11. Assaggia – 1:56
12. Giochi d'insetti – 3:21
13. Il bambino è perverso – 1:15

## Formazione
- Ivan Cattaneo – voce, chitarra a 12 corde
- Massimo Villa – tastiera, basso
- Walter Calloni – batteria
- Riccardo Giagni – basso, chitarra acustica, vibrafono
- Kevin Bullen – chitarra
- Lorenzo Vassallo – percussioni
- Pepè Gagliardi – tastiera
- Mario Lamberti – percussioni
- Paolo Donnarumma – basso
- Mauro Pagani – violino
- Gianni Bedori – sax, flauto